# Kaj Leo Johannesen
Kaj Leo Johannesen (Tórshavn, Illes Fèroe, Dinamarca, 28 d'agost de 1964) és un polític feroès del Partit Unionista. Va ser primer ministre de les Illes Fèroe del 24 de setembre de 2008 al 15 de setembre del 2015. Ha cursat estudis nàutics, és empresari, i s'ha exercit com a jugador de futbol i handbol.

## Inicis i exercici professional
Johannesen va néixer a la ciutat de Tórshavn a 1964, fill de Leo Hans Johannesen (mort el 1991) i Karin Holm Johannesen, tots dos originaris de Mykines. Johannesen ha passat tota la seva vida a la capital feroesa. Als 14 anys va acabar l'educació bàsica i es va dedicar a les activitats marítimes. El 1986 es va graduar com capità a l'Escola d'Estudis Marítims de les Illes Fèroe. Posteriorment va estar a càrrec de fragates i vaixells pesquers. En la branca empresarial, va començar treballant com a venedor d'autos. A 1989 va ser contractat per Fèroe Seafood, empresa pesquera. Entre 1995 i 1997 va ser gerent de vendes de Kosin, la major planta de processament del peix a les Fèroe. Des de 1997 és soci de l'exportadora de peix Farex.

## Carrera esportiva
Des de petit, Johannesen es va mantenir actiu en els esports, especialment al futbol, on es va exercir com porter de futbol. Va jugar al Havnar Bóltfelag entre 1984 i 2002, club on ostenta el rècord amb més de 300 partits jugats. Amb el Havnar va aconseguir el campionat feroès el 1988, 1990 i 1998. També va formar part de la selecció feroesa de futbol entre 1989 i 1995, participant en 4 partits internacionals en 1991 i 1992, entre ells en la sèrie eliminatòria per a la Eurocopa de 1992 i per al Mundial de 1994. Diversos partits més els va passar a la banqueta, sent el porter titular Jens Martin Knudsen.
També va formar part de l'equip major del club d'handbol Kyndil de Tórshavn. En aquest equip va jugar 163 partits i va marcar 625 gols.

## Política
Es va afiliar al Partit Unionista el 1988. Abans de l'elecció de 1990, va representar al seu partit en un programa electoral de la televisió feroesa, al costat d'Abraham Hansen, llavors un altre membre de la selecció de futbol.
De 1997 a 2000 va ser regidor al municipi de Tórshavn. El 2002 va ser triat per primera vegada com a membre del Løgting, pel districte de Suðurstreymoy, i des de llavors ha estat reelegit. El 2004 va ser triat nou president del Partit Unionista, en substitució de Lisbeth L. Petersen. En el període entre 2002 i 2004, Johannesen va ser vicepresident del comitè de control del Løgting, així com membre del comitè d'economia, entre 2004 i 2008 va ser president del comitè d'afers exteriors i membre del comitè de finances.
En 2007 va ser segon en la llista del seu partit a Folketing (parlament de Dinamarca).
El 24 de setembre de 2008 va ser designat primer ministre de les Illes Fèroe, després de la renúncia de Jóannes Eidesgaard, sent ocupat el seu curul al Løgting pel seu suplent, Helgi Abrahamsen. El primer govern de Johannesen va consistir d'una coalició dels unionistes amb el Partit Popular i el Partit de la Igualtat, que s'havia mantingut durant el govern d'Eidesgaard.
Johannesen ha posat èmfasi en enfortir els llaços de les Illes Fèroe amb l'estranger, proposant una relació més estreta amb la Unió Europea. Com unionista, però, no dona suport a una completa independència respecte a Dinamarca, i ha definit la Rigsfællesskabet com "una comunitat àmplia". Es mostra contrari a suprimir els subsidis danesos a les Fèroe. Les opinions divergents al si de la coalició va generar a vegades dificultats en la col·laboració entre els partits.
El seu segon govern va començar el 14 de novembre de 2011, després del triomf del seu partit a les eleccions. En aquesta ocasió va establir un govern de coalició amb el Partit Popular, així com amb els minoritaris Partit de Centre i Partit de l'Autogovern. Va deixar el càrrec de primer ministre el 15 de setembre de 2015, després que la seva coalició perdés les eleccions de l'1 de setembre anterior.